# Khâu Diên Bằng
Khâu Diên Bằng (tiếng Trung: 邱延鹏; bính âm: Qiu Yanpeng; sinh năm 1956) là Phó Đô đốc Hải quân Quân Giải phóng Nhân dân Trung Quốc (PLAN). Ông hiện là Phó Tư lệnh Hải quân Quân Giải phóng Nhân dân Trung Quốc. Trước đó, ông giữ chức vụ Tham mưu trưởng Hải quân Quân Giải phóng Nhân dân Trung Quốc và Phó Tư lệnh Quân khu Tế Nam kiêm Tư lệnh Hạm đội Bắc Hải.

## Tiểu sử
Khâu Diên Bằng sinh năm 1956 tại Vô Lệ, tỉnh Sơn Đông. Ông tốt nghiệp Học viện Hải quân Đại Liên (Dalian Naval Academy). Khâu Diên Bằng từng đảm nhiệm các chức vụ như chỉ huy nhiều loại tàu khu trục, tàu hộ vệ, Chi đội trưởng Chi đội 6 tàu khu trục thuộc Hạm đội Đông Hải.
Tháng 12 năm 2008, Khâu Diên Bằng được bổ nhiệm làm Phó Tham mưu trưởng Hạm đội Đông Hải. Tháng 7 năm 2010, Khâu Diên Bằng được phong quân hàm Chuẩn đô đốc. Tháng 7 năm 2011, ông được bổ nhiệm làm Phó Tư lệnh Hạm đội Đông Hải.
Tháng 12 năm 2013, Khâu Diên Bằng được bổ nhiệm giữ chức vụ Phó Tư lệnh Quân khu Tế Nam kiêm Tư lệnh Hạm đội Bắc Hải, thay thế Phó Đô đốc Điền Trung được điều sang làm Phó Tư lệnh Hải quân Trung Quốc.
Tháng 7 năm 2014, Khâu Diên Bằng được bổ nhiệm làm Tham mưu trưởng Hải quân Quân Giải phóng Nhân dân Trung Quốc, kế nhiệm Phó Đô đốc Đỗ Cảnh Thần. Thay thế Khâu Diên Bằng làm Tư lệnh Hạm đội Bắc Hải là Viên Dự Bách. Tháng 7 năm 2015, Khâu Diên Bằng được phong quân hàm Phó Đô đốc.
Ngày 30 tháng 1 năm 2018, nguyên Tham mưu trưởng Hải quân Quân Giải phóng Nhân dân Trung Quốc Khâu Diên Bằng được bổ nhiệm giữ chức vụ Phó Tư lệnh Hải quân Quân Giải phóng Nhân dân Trung Quốc (PLAN).